# Тополі (Куп'янський район, село)
Топо́лі — село в Україні, у Дворічанській селищній громаді Куп'янського району Харківської області. Населення становить 261 особа. До 2020 року орган місцевого самоврядування — Кам'янська сільська рада.

## Географія
Село Тополі розташоване за 147 км від обласного центру, 45 км від районного центру та 31 км від центру громади, на правому березі річки Оскіл, примикає до кордону з Росією, вище за течією розташоване село Пригородні Тополі (РФ), на протилежному березі село Піски, за 3,5 км — село Строївка, за 8 км — село Кам'янка. Поруч невеликий лісовий масив урочище Ульяшкіне.

## Історія

Кам'янський і Топольський перелази на мапі річки Оскіл XVII століття

Поблизу села знайдене поховання VIII ст. н. е. 
Село засноване 1650 року. 
7 (20) листопада 1917 року, відповідно до.Третього Універсалу Української Центральної Ради, увійшло до складу Української Народної Республіки.
Раніше село було адміністративним центром сільської ради. З березня 1923 року село перебувало у складі Дворічанського району.
12 червня 2020 року, відповідно до розпорядження Кабінету Міністрів України № 725-р «Про визначення адміністративних центрів та затвердження територій територіальних громад Харківської області», село увійшло до складу Дворічанської селищної громади.
19 липня 2020 року, в результаті адміністративно - територіальної реформи та ліквідації Дворічанського району, село увійшло до складу Куп'янського району Харківської області.
Село було тимчасово окуповане російськими загарбниками 24 лютого 2022 року, в ході широкомасштабного російського вторгнення в Україну.
7 вересня 2023 року прикордонники штурмової бригади «Сталевого Кордону» Гвардії наступу підняли український прапор у звільненому селі Строївка.

## Економіка
- «Оскіл», ПП.

## Особистість
Уродженка села:
- Лукашова Ніна Іванівна — педагог, доктор педагогічних наук, професор.